# Lago Bol'šoe Morskoe
Il lago Bol'šoe Morskoe (in russo Большое Морское озеро?; in italiano: Grande Morskoe) è un lago della Russia siberiana orientale situato all'interno del Circolo polare artico. Appartiene al bacino della Bol'šaja Čukoč'ja. Si trova nel Nižnekolymskij ulus della Repubblica Autonoma della Sacha-Jacuzia.

## Descrizione
Il Bol'šoe Morskoe è un lago del nord-est del Bassopiano della Kolyma. Ha una superficie di 205 km². La lunghezza del lago è di 17,5 km e la larghezza è di 15 km. È il quarto lago per grandezza della Jakuzia. È alimentato da un piccolo fiume che si immette da nord-ovest, da neve e pioggia. Emissario è il fiume Ankavaam (affluente della Bol'šaja Čukoč'ja). Affiancato a sud si trova il lago Maloe Morskoe. Il ghiaccio compare a settembre - inizio ottobre e dura fino alla fine di giugno. Negli anni freddi, il lago non sgela completamente.

## Fauna
Vivono presso il lago l'oca colombaccio, il Cigno di Bewick, il gallo cedrone dal becco nero, il falco pellegrino, le strolaghe e l'oca delle nevi.